# Taulis
Taulis (en catalán Teulís) es una localidad y comuna francesa situada en el departamento de Pirineos Orientales y la región de Languedoc-Rosellón, en una zona de transición entre las comarcas del Vallespir y el Rosellón. Tenía 51 habitantes en 2007.
Sus habitantes reciben el gentilicio de Taulisiens en francés y de Teulisesos en catalán.
Administrativamente, pertenece al distrito de Céret, al cantón de Arles-sur-Tech y a la Communauté de communes du Haut Vallespir.

## Geografía
La comuna de Taulis limita con Corsavy, Montbolo y Saint-Marsal.

## Etimología
La mención más antigua conocida se remonta al año 853, bajo la forma Teulicius. Más adelante se han registrado las formas flumen Teulicii (953), villa Tevolici (991), Teuliz (1095) y Taulis (1359). Esta última grafía es la que se impone a partir del siglo XVII. El nombre hace referencia al adjetivo latino tegulicius (=cubierto de tejas). Debería significar que las primeras casas tenían este tipo de techumbre.

## Demografía

Localización de Taulis en el Vallespir.

| 10 | 51 | 63 | 64 | 84 | 45 |
| Para los censos de 1962 a 1999 la población legal corresponde a la población sin duplicidades (Fuente: INSEE [Consultar]) |    |    |    |    |    |

## Lugares y monumentos
- Iglesia parroquial, dedicada a San Juan Evangelista. Es una pequeña iglesia románica con una nave y un ábside semicircular. Parece datar de finales del siglo XI. Siglos más tarde se añadieron la sacristía y dos capillas. Conserva una imagen románica de la Madre de Dios. El retablo fue construido en el siglo XVII por Pere Oliva d'Urgell. El lugar era propiedad del monasterio de Camprodón.
- Restos del antiguo castillo de Croanques.
- Cueva de la Balme de Taulis.